# 2355 Nei Monggol
2355 Nei Monggol eller 1978 UV1 är en asteroid i huvudbältet som upptäcktes den 30 oktober 1978 av Purple Mountain-observatoriet i Nanjing, Kina. Den är uppkallad efter den autonoma regionen Inre Mongoliet i Kina.
Asteroiden har en diameter på ungefär 16 kilometer och den tillhör asteroidgruppen Eos.